# Platja Sud (Peníscola)
La Platja Sud de Peníscola és una platja situada al sud del tòmbol on se situa el castell, envoltada pel port pesquer peniscolà. Aquesta platja d'arena fina i daurada es presenta molt ben comunicada i equipada, ideal per a famílies i xiquets. És molt àmplia, de fàcil accés i s'obri en forma de badia cap al sud. En el seu entorn hi ha nombrosos restaurants on degustar la gastronomia de la zona.
Històricament, la desembocadura de l'Ullal de l'Estany se situava en l'extrem sud d'aquesta platja i la separava de la Platja de les Viudes. L'any 2010 es va reformar la desembocadura i es va dur a terme la canalització artificial del riu fora de la platja i la connexió d'ambdues platges per mitjà d'un passeig per a vianants i un espigó.